# Opalimosina calcarifera
Opalimosina calcarifera är en tvåvingeart som först beskrevs av Jindrich Rohácek 1975.  Opalimosina calcarifera ingår i släktet Opalimosina, och familjen hoppflugor. Arten är reproducerande i Sverige.